# Аусма Скуїня
Аусма Скуїня (латис. Ausma Skujiņa; 18 липня 1931 — 13 серпня 2015) — латвійська архітекторка, одна із засновниць об'єднання архітекторів «Дім» («Māja»), кавалер ордена Трьох Зірок четвертого ступеня.

## Життя і кар'єра
Аусма Скуїня закінчила Латвійський університет у 1957 році. Працювала архітекторкою в проектних інститутах «Центросоюзпроект», «Курортпроект», «Pilsētprojekts» (1968-1979), «Колхозпроект» (1979-1983) і в колгоспі «Алаукстс» Цесісського району (1983-1990). З 1993 року вела приватну практику в Ризі. Була членкинею Спілки архітекторів Латвії з 1966 року.

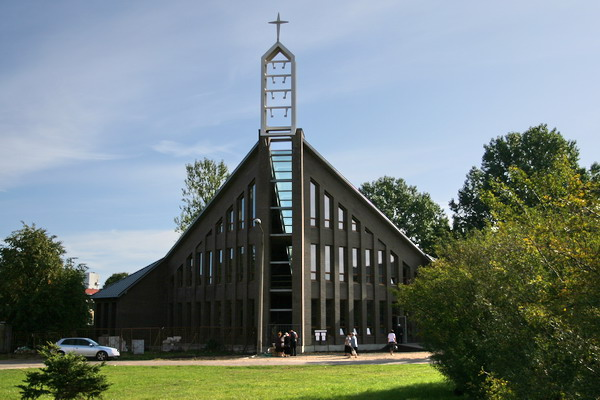
Римо-католицька церква Мари, Лієпая

За проектами Аусми Скуїня побудовані церкви в Айзпуте, Ризі і Лієпаї. Всі вони мають сучасні форми, але з використанням традиційних матеріалів і ремісничих навичок.
Аусма Скуїня була прихильницею зеленої архітектури. За її словами, за кожним вікном будинку ви повинні побачити хоча б одне дерево. Протягом більш ніж 50 років роботи архітекторкою вона була однією з найвідоміших активісток екологічної архітектури, привертаючи увагу до екологічних проблем, необхідності зелених зон в міському середовищі і використання природних місцевих матеріалів у будівництві.
У 1998 році Аусмі Скуїня було присуджене звання кавалеру ордена Трьох Зірок четвертого ступеня. У 1999 році їй також була присуджена довічна стипендія державного фонду культурної спадщини Латвії. У 2008 році отримала нагороду Фонду підтримки архітектури за «особливо наполегливі пошуки правдивості в професії архітектора».

## Вибрані проекти
- Реставрація церкви Вецпієбалга (1997)[4]
- Житловий район Лаума, Лієпая (1975)
- Житловий район Езеркрастс, Лієпая
- Меморіальний музей Карліса Скалбє «Саулрієти», Цесіс
- Вальдорфська школа, Юрмала[5]
- Житловий будинок в селищі колгоспу «Марупе»
- Римо-католицька церква Мари, Лієпая (2009)